# Heinkel He 45
Heinkel He 45 là một loại máy bay ném bom hạng nhẹ do Đức sản xuất vào đầu thập niên 1930. He 45 là một loại máy bay hai tầng cánh thông thường, hai chỗ và có buồng lái mở. Được phát triển song song với He 46, He 46 xuất hiện năm 1931, nó là máy bay đa dụng và được dùng chủ yếu làm máy bay huấn luyện, ngoài ra Không quân Đức còn dùng nó làm máy bay trinh sát và ném bom hạng nhẹ. Tổng cộng có 512 chiếc He 45 được chê tạo, bao gồm He 45 do các hãng Gotha, Focke-Wulf và BFW chế tạo theo giấy phép.

## Biến thể
He 45a
He 45b
He 45c
He 45A
He 45A-1
He 45A-2
He 45B
He 45B-1
He 45B-2
He 45C
He 45D
He 61

## Quốc gia sử dụng
Bulgaria
- Không quân Bulgary

 Đài Loan
 Germany
- Luftwaffe

 Hungary
- Không quân Hoàng gia Hungary[1]

 Nhà nước Tây Ban Nha
- Không quân Tây Ban Nha

## Tính năng kỹ chiến thuật (He 45C)
Dữ liệu lấy từ Warplanes of the Third Reich
Đặc điểm tổng quát
- Kíp lái: Two
- Chiều dài: 10,60 m (34 ft 9⅓ in)
- Sải cánh: 11,50 m (37 ft 8¾ in)
- Chiều cao: 3,60 m (11 ft 9¾ in)
- Diện tích cánh: 34,60 m² (372,32 sq ft)
- Trọng lượng rỗng: 2.110 kg (4.641 lb)
- Trọng lượng có tải: 2.751 kg (6.052 lb)
- Động cơ: 1 × BMW VI 7,3, 560 kW (750 hp)

 Hiệu suất bay 
- Vận tốc cực đại: 290 km/h (157 knot, 180 mph)
- Vận tốc hành trình: 221 km/h (119 knot, 137 mph)
- Tầm bay: 1.200 km (649 hải lý, 746 dặm)
- Trần bay: 5.500 m (18.045 ft)
- Lên độ cao 1.000 m (3.280 ft): 2,4 phút

Trang bị vũ khí

- Súng: 1 × súng máy MG 17 7,92 mm (.312 in) và 1 x súng máy MG 15
- Bom: 300 kg (660 lb) bom